# هارولد موريس
هارولد موريس (بالإنجليزية: Harold Morris)‏ هو معلم موسيقى وعازف بيانو وملحن أمريكي، ولد في 17 مارس 1890، وتوفي في 6 مايو 1964.

## وصلات خارجية
- هارولد موريس على موقع ميوزك برينز (الإنجليزية)